# Athletic Club de Madrid 1921-1922
Questa voce raccoglie le informazioni riguardanti l'Athletic Club de Madrid, antico nome del Club Atlético de Madrid, nelle competizioni ufficiali della stagione 1921-1922.

## Stagione
Nella stagione 1921-1922 i Colchoneros terminarono il campionato Regional de Madrid al secondo posto, a due punti dal Real Madrid. Non partecipò alla Coppa del Re.

## Maglie e sponsor
| Manica sinistra · Manica sinistra · Maglietta · Maglietta · Manica destra · Manica destra · Pantaloncini · Calzettoni |

## Rosa
Rosa e ruoli dell'Athletic Club de Madrid nella stagione 1921-22
| N. |                   | Ruolo | Calciatore                       |
| -- | ----------------- | ----- | -------------------------------- |
| -  | Spagna (bandiera) | P     | Javier Barroso                   |
| -  | Spagna (bandiera) | D     | Pololo (capitano)                |
| -  | Spagna (bandiera) | D     | Patarrieta                       |
| -  | Spagna (bandiera) | C     | Ramón Amann                      |
| -  | Spagna (bandiera) | C     | Domingo Burdiel                  |
| -  | Spagna (bandiera) | C     | Joaquín Sanz-Bustillo            |
| -  | Spagna (bandiera) | C     | Cosme Vázquez                    |
| -  | Spagna (bandiera) | C     | Fernando Martínez de la Escalera |
| -  | Spagna (bandiera) | C     | Desiderio Fajardo                |

| N. |                      | Ruolo | Calciatore                   |
| -- | -------------------- | ----- | ---------------------------- |
| -  | Spagna (bandiera)    | C     | Miguel Mieg                  |
| -  | Spagna (bandiera)    | C     | Quico Marín                  |
| -  | Spagna (bandiera)    | C     | Andrés Tuduri                |
| -  | Spagna (bandiera)    | C     | Jesús Olarreaga              |
| -  | Spagna (bandiera)    | C     | Fidel Pérez-Míngue           |
| -  | Argentina (bandiera) | A     | Florentino González Casellas |
| -  | Spagna (bandiera)    | A     | Luis Olaso Anabitarte        |
| -  | Spagna (bandiera)    | A     | Ramón Triana                 |
| -  | Spagna (bandiera)    | A     | Ángel del Río                |

## Risultati

### Campeonato Regional Centro
| Arbitro: | Juan Durán Esplugas |

|                     |           |          |
| Bernabéu 45’ (rig.) | Marcatori | 4’ Cosme |

| Madrid 20 novembre 1921 2ª giornata            | Atlético Madrid | 2 – 0 referto | Racing Madrid | O'Donnell |
| \| \| \| \| \| Pololo Cosme \| Marcatori \| \| |                 |               |               |           |
|                                                |                 |               |               |           |
| Pololo Cosme                                   | Marcatori       |               |               |           |

| Arbitro: | Antonio Cárcel |

|                                     |           |                  |
| Cosme Casellas Pololo (rig.) Tuduri | Marcatori | (rig.) Mocoroa ? |

| Arbitro: | Colina |

|                  |           |                                              |
| Mocoroa Aizpurua | Marcatori | Cosme Barroso (rig.) Pololo Fajardo (aut.) ? |

| Arbitro: | Bidagor |

|                              |           |                                      |
| Triana 43’ Pololo 85’ (rig.) | Marcatori | 50’ Bernabéu 70’, 75’, 78’ Monjardín |

| Arbitro: | Juan Durán Esplugas |

|          |           |                     |
| Moraleda | Marcatori | Cosme Tuduri Triana |

## Statistiche

### Statistiche di squadra
| Competizione                  | Punti | Totale | Totale | Totale | Totale | Totale | Totale | DR  |
| Competizione                  | Punti | G      | V      | N      | P      | Gf     | Gs     | DR  |
| ----------------------------- | ----- | ------ | ------ | ------ | ------ | ------ | ------ | --- |
| Campeonato Regional de Madrid | 9     | 6      | 4      | 1      | 1      | 24     | 11     | +13 |
| Totale                        | 9     | 6      | 4      | 1      | 1      | 24     | 11     | +13 |